# 폴란드 인민공화국 방공군
폴란드 인민공화국 방공군은 폴란드 인민군의 방공군이다.

## 구성
폴란드 인민공화국 방공군은 3개 군단과 10개 연대로 구성되어 300대의 SA-2와 SA-3을 운용했다.

## 참고 문헌
- Jeffrey, Simon (1987). 《NATO-Warsaw Pact force mobilization》. 2015년 9월 20일에 원본 문서에서 보존된 문서.